# Arata Sonoda
Arata Sonoda (jap. 園田新 Sonoda Arata; ur. 5 lipca 1994) – japoński zapaśnik walczący w stylu klasycznym. Zajął szesnaste miejsce na mistrzostwach świata z 2021. Brązowy medalista igrzysk azjatyckich w 2018. Piąty na mistrzostwach Azji w 2015, 2017 i 2020 roku.
Absolwent Takushoku University w Tokio